# Epinephelus polyphekadion
 Epinephelus polyphekadion és una espècie de peix de la família dels serrànids i de l'ordre dels perciformes.

## Morfologia
Els mascles poden assolir els 90 cm de longitud total.

## Distribució geogràfica
Es troba des del Mar Roig i l'Àfrica oriental fins a la Polinèsia Francesa, i des del sud del Japó fins al sud de Queensland (Austràlia).